# Clã Asakura
Clã Asakura era um clã japonês liderado por Yoshikage Asakura, que foi atacado e destruído por Oda Nobunaga (que o queria servindo ao clã Oda), depois de um de seus integrantes (Nagamasa Azai), se casar com Oichi, irmã mais nova de Nobunaga.